# بخش ملاکند

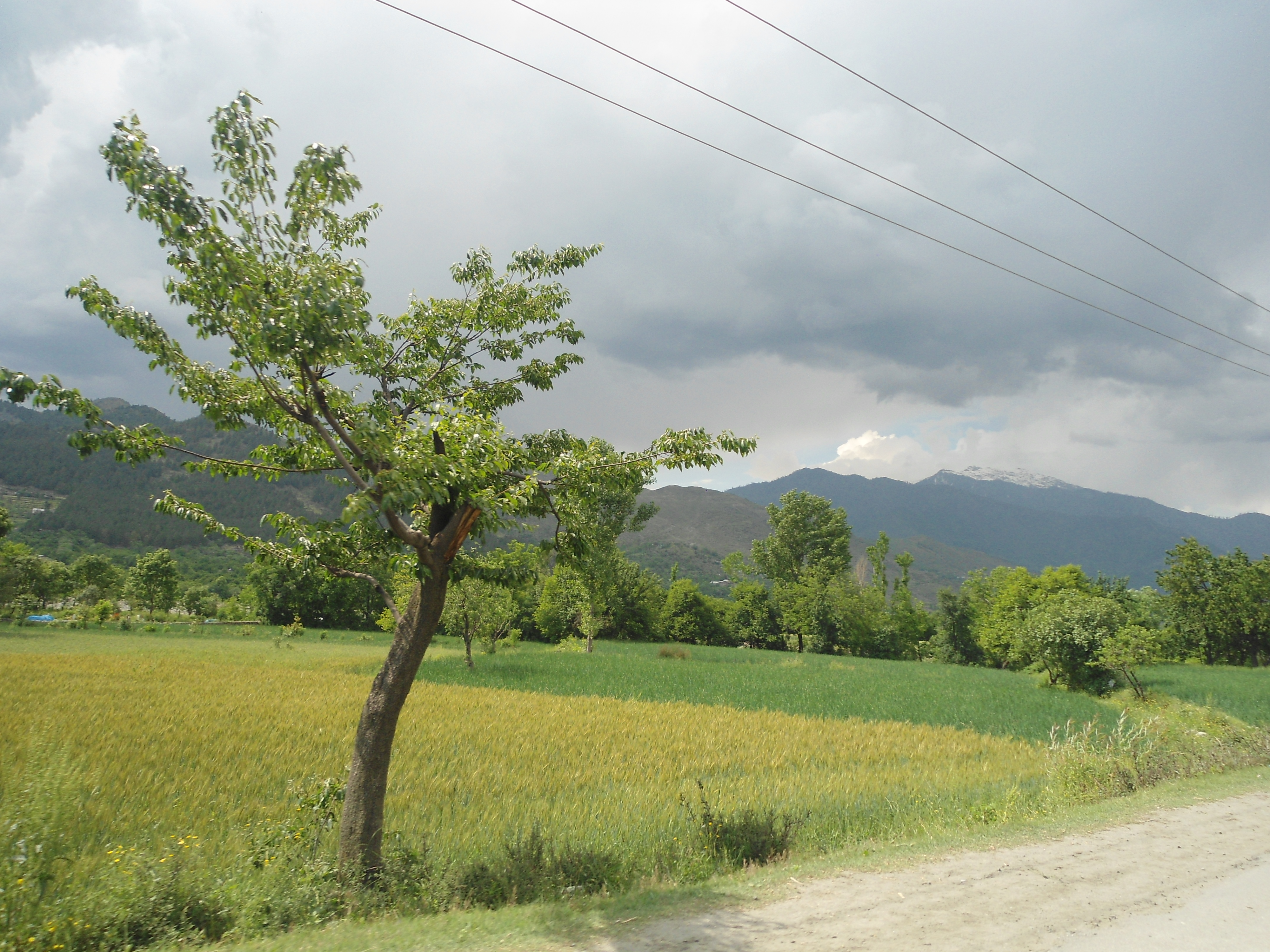
نمایی از بخش ملاکند در ایالت خیبر پختونخوا، پاکستان - ۲۰۱۴

بخش ملاکند (انگلیسی: Malakand Division) یکی از بخش‌های پاکستان در ایالت خیبر پختونخوا بود که در اصلاحات انجام‌گرفته در سال ۲۰۰۰، ساختار بخش در پاکستان حذف گردید. اما در سال ۲۰۰۸ مجدداً بازگردانده شد. ناحیه‌های آن عبارت بودند از:
- ناحیه بونیر
- ناحیه چترال
- ناحیه دیر زیرین (بخشی‌از ناحیه دیر تا ۱۹۹۶)
- ناحیه دیر بالا (بخشی‌از ناحیه دیر تا ۱۹۹۶)
- ناحیه ملاکند
- ناحیه شانگله
- سوات، پاکستان